# Heterolaophonte sigmoides
Heterolaophonte sigmoides är en kräftdjursart som först beskrevs av Willey 1930.  Heterolaophonte sigmoides ingår i släktet Heterolaophonte och familjen Laophontidae. Inga underarter finns listade i Catalogue of Life.